# سهره سبز تریاس
سهره سبز تریاس (نام علمی: Chloris triasi)، گونه‌ای منقرض‌شده از خانواده سهرگان (Fringillidae) است. بقایای فسیلی در Cuevas de los Murciélagos در نزدیکی San Andrés y Sauces در شمال لا پالما، جزایر قناری کشف شد. لقب این گونه به یاد دیرینه‌شناس اسپانیایی میکل تریاس است که هولوتایپ را به همراه جوزپ آنتونی آلکوور در ژوئیه ۱۹۸۵ جمع‌آوری کرد.

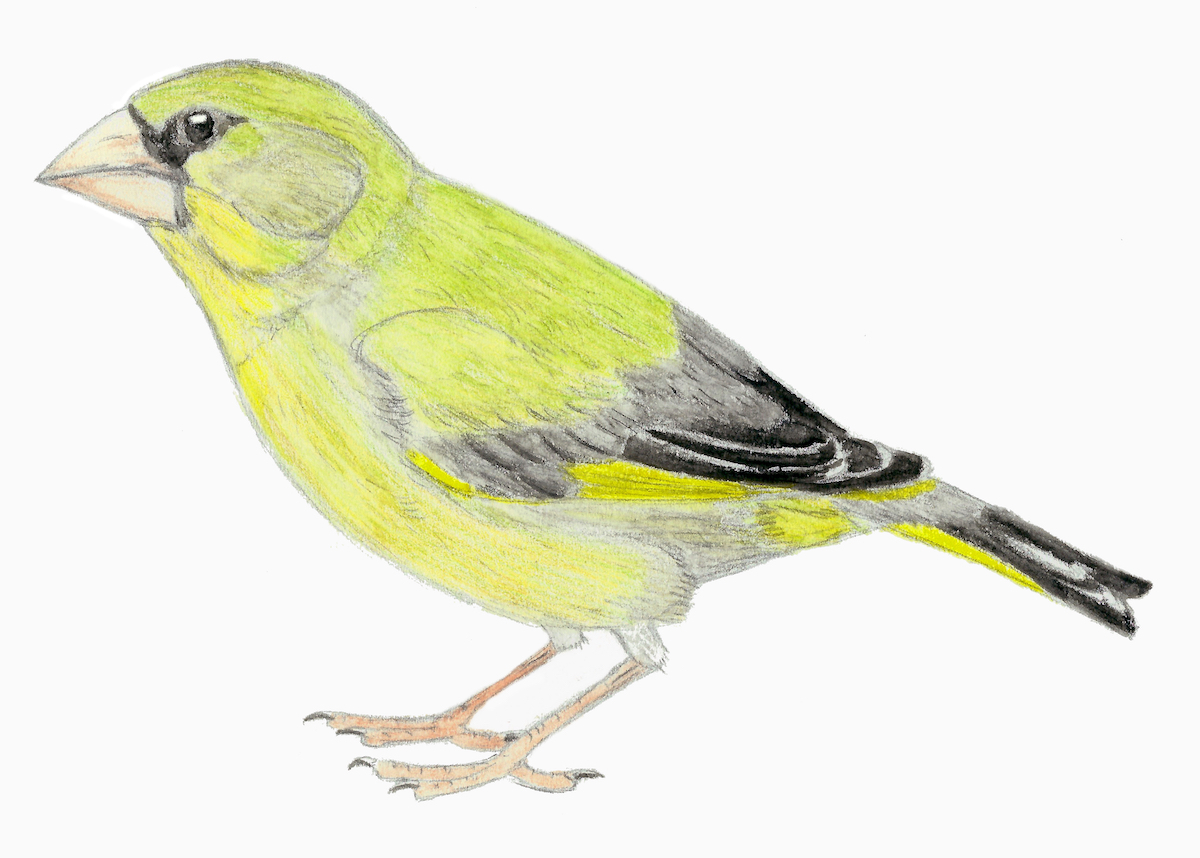
نگاره بازسازی‌شده بر اساس مواد شناخته‌شده و سهره سبز اروپایی